# Крисюк Андрій Вікторович
Андрій Вікторович Крисюк — майор Збройних сил України, учасник російсько-української війни, що відзначився під час російського вторгнення в Україну в 2022 році.

## Життєпис
Несе військову службу в складі 82-тої окремої десантно-штурмової бригади. Орден Богдана Хмельницького III ступеня разом з іншими 14 військовими бригади Андрію Крисюку вручив особисто Президент України Петро Порошенко 11 березня 2019 року під час робочої поїздки на Житомирщину та відвідування 95-тої окремої десантно-штурмової бригади.

## Нагороди
- орден Богдана Хмельницького II ступеня (2022) — за особисту мужність і самовіддані дії, виявлені у захисті державного суверенітету та територіальної цілісності України, вірність військовій присязі[3].
- орден Богдана Хмельницького III ступеня (2019) — за особисті заслуги у зміцненні обороноздатності, захисті державного суверенітету і територіальної цілісності України, зразкове виконання службового обов'язку.